# Boléro (pel·lícula de 2024)
Boléro és una pel·lícula biogràfica franco-belga del 2024 dirigida per Anne Fontaine. Tracta sobre la vida del compositor musical Maurice Ravel durant la seva preparació del Boléro, per encàrrec d'Ida Rubinstein. És una adaptació lliure de la monografia de Marcel Marnat de 1986, Maurice Ravel. S'ha doblat i subtitulat al català.
La pel·lícula es va estrenar mundialment el 27 de gener de 2024 al programa Limelight del 53è Festival Internacional de Cinema de Rotterdam.
Va arribar als cinemes francesos el 6 de març de 2024 a càrrec de SND.